# Jason Statham
Jason Michael Statham (Shirebrook, Anglia, 1967. július 26. –) angol színész, producer, harcművész, visszavonult műugró.
Legismertebb filmes alakításait ezidáig akciófilmekben nyújtotta; Guy Ritchie több filmjében szerepet kapott (A Ravasz, az Agy és két füstölgő puskacső, Blöff, Revolver), szerepel A szállító című filmben és annak két folytatásában, a Crank – Felpörögve című filmben, valamint a film második részében és a The Expendables – A feláldozhatók három részében. A Halálos iramban 7., illetve 8. részében is szerepet kapott. Gyakori magyar hangja Epres Attila.

## Élete
Eileen (születési nevén Yates) táncosnő és Barry Statham utcai árus fiaként született. Édesapja alkalmi munkákat is vállalt: volt szobafestő, szénbányász és énekes a Kanári-szigeteken. A norfolki Great Yarmouthba költözött, ahol kezdetben úgy döntött, nem követi apja pályafutását, aki a helyi piaci standokon dolgozott, ehelyett inkább a harcművészeteket gyakorolta.
Vinnie Jones focistával nőtt fel, akivel később együtt színészkedett. Jones vezette be a labdarúgásba, és Statham a helyi gimnáziumban játszott (1978–1983), ahová 11 éves kora óta járt. Emellett műugró is volt. Naponta gyakorolt, hogy tökéletesítse technikáját, és 12 évig tagja volt a brit nemzeti úszóválogatottnak. Az 1990-es Nemzetközösségi játékokon Anglia színeiben versenyzett 10 méteres, 3 méteres és 1 méteres versenyszámokban. Az IGN-nek adott 2003-as interjújában azt mondta, hogy a nemzeti csapatban eltöltött idő „nagyszerű élmény” volt, amely „fegyelemre és összpontosításra tanít, és minden bizonnyal távol tart a bajtól”.
Statham élete a médiában akkor kezdődött, amikor a sportmodellkedésre szakosodott Sports Promotions ügynökség felfigyelt rá, miközben a londoni Crystal Palace Nemzeti Sportközpontban edzett. A Tommy Hilfiger, a Griffin és a Levi's is leszerződtette különböző modellszerződésekre az 1996-os tavaszi/nyári kollekcióik során. 1997-ben a French Connection ruházati márka modellje lett. A ruházati üzletlánc szóvivője elmondta: „Azért választottuk Jasont, mert azt akartuk, hogy a modellünk úgy nézzen ki, mint egy normális férfi. A megjelenése egyelőre pont megfelelő: nagyon férfias, de nem túl férfias modorú.” Ennek ellenére kénytelen volt apja nyomdokaiba lépve utcai árusként dolgozni, hogy megéljen: „hamis parfümöt és ékszereket árult az utcasarkokon”. Néhány klipben is szerepelt, többek között a The Shamen 1993-as "Comin' On", az Erasure 1994-es "Run to the Sun" és a The Beautiful South 1995-ös "Dream a Little Dream of Me" című dalában.

## Színészi pályafutása
Miközben Statham modellként dolgozott a French Connection nevű cégnek, bemutatták a kezdő filmrendezőnek, Guy Ritchie-nek. Ritchie akkoriban egy film elkészítésén dolgozott és szüksége volt valakire, aki eljátssza egy talpraesett szélhámos szerepét. Miután Ritchie megtudta, hogy Statham korábban a feketepiacon árusított, neki adta Bacon szerepét az 1998-as A Ravasz, az Agy és két füstölgő puskacső című filmben. A nézők és a kritikusok is jól fogadták, így nagy szerepe volt abban, hogy Statham-ot megismerje a nagyközönség. 2000-ben Statham ismét együtt dolgozott Richie-vel a Blöff című filmben, melyben Statham a Török szerepét kapta meg. A filmben olyan, már népszerű színészekkel szerepelt együtt, mint Brad Pitt vagy Benicio del Toro; a Blöff 80 millió dolláros bevételt hozott és segített Statham-nek hollywoodi karrierjének elindulásában. 2001-ben a színész három további filmben tűnt fel: A Mars szelleme, Az egyetlen, és a Gépállat SC.

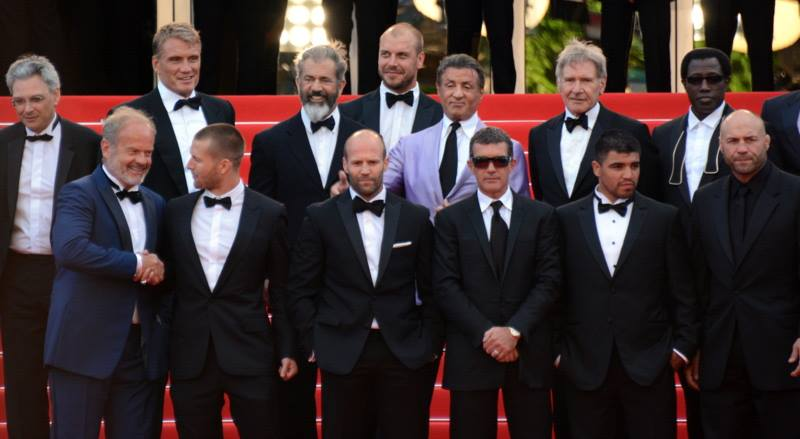
Statham a 2014-es cannes-i fesztiválon.

Ezután további filmszerepeket kapott, 2002-ben ő alakíthatta a sofőr Frank Martin szerepét A szállító című akciófilmben, melynek kaszkadőrjeleneteiben is saját maga szerepelt (Statham szinte az összes kaszkadőrjelenetet saját maga hajtja végre filmjeiben). A filmszerep kedvéért Wing Chun kungfut, karatét és kick-boxot is tanult. A szállítót két folytatás követte: A szállító 2. (2005) és A szállító 3. (2008).
Eközben mellékszerepet kapott Az olasz melóban (2003), míg a Mobilban (2004) a negatív főszerepet kapta meg. 2005-ben harmadszor is együtt dolgozott Guy Ritchie-vel, ám a Revolver kritikai és bevételi szempontból is megbukott. A 2006-os London című független produkcióban drámai szerepet alakított. Ugyanebben az évben a főszereplő Chev Cheliosként tűnik fel a Crank – Felpörögve című filmben, melynek 2009-ben folytatása is született: Crank 2. – Magasfeszültség címmel. 2008-ban szerepelt a Banki meló brit bűnügyi filmben és a Halálfutamban, mely az 1975-ös Death Race 2000 remake-je.
2010-ben Statham a The Expendables – A feláldozhatókban alakította Lee Christmast, egy volt SAS katonát, aki a késes közelharc szakértője. A filmben partnere volt többek között Sylvester Stallone, Jet Li és Mickey Rourke.
2011-ben a Válogatott gyilkosok következett, mely egy megtörtént esetet alapul véve, Ranulph Fiennes The Feather Men című könyve alapján készült. 2011 augusztusában Statham a Parker című filmen kezdett dolgozni, Taylor Hackford filmrendezővel. A Parker 2013 januárjában debütált, Statham a címszereplőt alakítja benne – korábban Mel Gibson és Lee Marvin is megformálta már, Gibson az 1999-es Visszavágó-ban, Marvin pedig az 1967-es A játéknak vége című filmben.
2012-es filmjei közé tartozik a The Expendables – A feláldozhatók 2., melyben ismét Lee Christmast alakítja és A biztonság záloga. A 2013-as Halálos iramban 6.-ban Statham cameoszerepben tűnik fel. A sorozat hetedik részében a negatív főszerepet kapta meg, Deckard Shaw szerepében, aki a hatodik rész negatív főszereplőjének, Owen Shaw-nak a testvére. 2017-ben a Halálos iramban 8. filmben is feltűnik, szintén Deckard Shaw szerepében.

## Magánélete
Statham 2010 óta élettársi kapcsolatban van Rosie Huntington-Whiteley modellel. A pár 2016 januárjában jelentette be eljegyzésüket. Fiuk, Jack Oscar 2017 júniusában született. A kaliforniai Beverly Hillsben élnek.
Statham szeret wakeboardozni, jetskizni, szörfözni és sziklát mászni. Miközben Várnában forgatták a The Expendables – A feláldozhatók 3. című filmet, egy teherautóval belehajtott a Fekete-tengerbe a meghibásodott fékek miatt. A Vanity Fairnek adott 2013-as interjújában azt támogatta, hogy a kaszkadőröknek saját Oscar-kategóriát adjanak: „Az összes kaszkadőr – ők a megénekelhetetlen hősök. Valóban azok. Senki sem méltányolja őket. Az életüket kockáztatják. És aztán ott vannak a béna színészek, akik úgy tesznek, mintha ők csinálnák [a kaszkadőrmutatványokat].”

## Filmográfia

### Filmek
| Év   | Cím                                       | Eredeti cím                           | Szerep                     | Magyar hang     | Rendező              |
| ---- | ----------------------------------------- | ------------------------------------- | -------------------------- | --------------- | -------------------- |
| 1998 | A Ravasz, az Agy és két füstölgő puskacső | Lock, Stock & Two Smoking Barrels     | Bacon                      | Kaszás Attila   | Guy Ritchie (1.)     |
| 2000 | Blöff                                     | Snatch                                | török                      | Epres Attila    | Guy Ritchie (2.)     |
| 2000 |                                           | Turn It Up                            | Mr. B                      |                 | Robert Adetuyi       |
| 2001 | A Mars szelleme                           | Ghosts of Mars                        | Jericho Butler őrmester    | Epres Attila    | John Carpenter       |
| 2001 | Az egyetlen                               | The One                               | Evan Funsch                | Epres Attila    | James Wong           |
| 2001 | Gépállat SC                               | Mean Machine                          | barát                      | Fekete Ernő     | Barry Skolnick       |
| 2001 | Gépállat SC                               | Mean Machine                          | barát                      | Harcsik Róbert  | Barry Skolnick       |
| 2002 | A szállító                                | The Transporter                       | Frank Martin               | László Zsolt    | Corey Yuen           |
| 2003 | Az olasz meló                             | The Italian Job                       | pöpec Rob                  | Epres Attila    | F. Gary Gray (1.)    |
| 2004 | Collateral – A halál záloga               | Collateral                            | repülőtéri férfi (cameo)   | Papucsek Vilmos | Michael Mann         |
| 2004 | Mobil                                     | Cellular                              | Ethan Greer                | Kamarás Iván    | David R. Ellis       |
| 2005 | A szállító 2.                             | Transporter 2                         | Frank Martin               | László Zsolt    | Louis Leterrier (1.) |
| 2005 | Revolver                                  | Revolver                              | Jake Green                 | Epres Attila    | Guy Ritchie (3.)     |
| 2005 | London                                    | London                                | Bateman                    | Epres Attila    | Hunter Richards      |
| 2005 | Káosz                                     | Chaos                                 | Quentin Conners            | Kőszegi Ákos    | Tony Giglio          |
| 2006 | Crank – Felpörögve                        | Crank                                 | Chev Chelios               | Jakab Csaba     | Brian Taylor (1.)    |
| 2006 | A rózsaszín párduc                        | The Pink Panther                      | Yves Gluant (cameo)        | Epres Attila    | Shawn Levy           |
| 2007 | A király nevében                          | In the Name of the King               | Farmer Daimon              | Epres Attila    | Uwe Boll             |
| 2007 | War                                       | War / Rogue Assassin                  | John Crawford              | Epres Attila    | Philip G. Atwell     |
| 2008 | Halálfutam                                | Death Race                            | Jensen 'Frankenstein' Ames | Epres Attila    | Paul W. S. Anderson  |
| 2008 | Banki meló                                | The Bank Job                          | Terry Leather              | Epres Attila    | Roger Donaldson      |
| 2008 | A szállító 3.                             | Transporter 3                         | Frank Martin               | Epres Attila    | Olivier Megaton      |
| 2009 | Crank 2. – Magasfeszültség                | Crank: High Voltage                   | Chev Chelios               | Jakab Csaba     | Brian Taylor (2.)    |
| 2010 | A 13-as                                   | 13                                    | Jasper Bagges              | Epres Attila    | Gela Babluani        |
| 2010 | The Expendables – A feláldozhatók         | The Expandables                       | Lee Christmas              | Epres Attila    | Sylvester Stallone   |
| 2011 | A mestergyilkos                           | The Mechanic                          | Arthur Bishop              | Epres Attila    | Simon West (1.)      |
| 2011 | Gnómeó és Júlia                           | Gnomeo and Juliet                     | Tybalt (hangja)            | Epres Attila    | Kelly Asbury         |
| 2011 | Blitz                                     | Blitz                                 | Tom Brant nyomozó őrmester | Epres Attila    | Elliott Lester       |
| 2011 | Válogatott gyilkosok                      | The Killer Elite                      | Danny Bryce                | Epres Attila    | Gary McKendry        |
| 2012 | A biztonság záloga                        | Safe                                  | Luke Wright                | Epres Attila    | Boaz Yakin           |
| 2012 | The Expendables – A feláldozhatók 2.      | The Expendables 2                     | Lee Christmas              | Epres Attila    | Simon West (2.)      |
| 2013 | Parker                                    | Parker                                | Parker                     | Epres Attila    | Taylor Hackford      |
| 2013 | Halálos iramban 6.                        | Fast & Furious 6                      | Deckard Shaw (cameo)       | Epres Attila    | Justin Lin (1.)      |
| 2013 | Kolibri-kód                               | Hummingbird / Redemption              | Joey Jones                 | Epres Attila    | Steven Knight        |
| 2013 | Harcban élve                              | Homefront                             | Phil Broker                | Epres Attila    | Gary Fleder          |
| 2014 | The Expendables – A feláldozhatók 3.      | The Expendables 3                     | Lee Christmas              | Epres Attila    | Patrick Hughes       |
| 2015 | Joker                                     | Wild Card                             | Nick Wild                  | Epres Attila    | Simon West (3)       |
| 2015 | Halálos iramban 7.                        | Furious 7                             | Deckard Shaw               | Epres Attila    | James Wan            |
| 2015 | A kém                                     | Spy                                   | Rick Ford                  | Epres Attila    | Paul Feig            |
| 2016 | A mestergyilkos – Feltámadás              | Mechanic: Resurrection                | Arthur Bishop              | Epres Attila    | Dennis Gansel        |
| 2017 | Halálos iramban 8.                        | Fast 8                                | Deckard Shaw               | Epres Attila    | F. Gary Gray (2.)    |
| 2018 | Meg – Az őscápa                           | The Meg                               | Jonas Taylor               | Epres Attila    | Jon Turteltaub       |
| 2019 | Halálos iramban: Hobbs & Shaw             | Fast & Furious Presents: Hobbs & Shaw | Deckard Shaw               | Epres Attila    | David Leitch         |
| 2021 | Egy igazán dühös ember                    | Wrath of Man                          | Harry "H" Hill             | Epres Attila    | Guy Ritchie (4.)     |
| 2021 | Halálos iramban 9.                        | F9                                    | Deckard Shaw (cameo)       | Epres Attila    | Justin Lin (2.)      |
| 2023 | Fortune hadművelet – A nagy átverés       | Operation Fortune: Ruse de guerre     | Orson Fortune              | Epres Attila    | Guy Ritchie (5)      |
| 2023 | Halálos iramban 10.                       | Fast X                                | Deckard Shaw               | Epres Attila    | Louis Leterrier (2.) |
| 2023 | Meg 2. – Az árok                          | Meg 2: The Trench                     | Jonas Taylor               | Epres Attila    | Ben Wheatley         |
| 2023 | Feláldozh4tók                             | Expend4bles                           | Lee Christmas              | Epres Attila    | Scott Waugh          |
| 2024 | A méhész                                  | The Beekeeper                         | Adam Clay                  | Epres Attila    | David Ayer (1.)      |
| 2025 | A melós                                   | A Working Man                         | Levon Cade                 | Epres Attila    | David Ayer (2.)      |

### Videójátékok

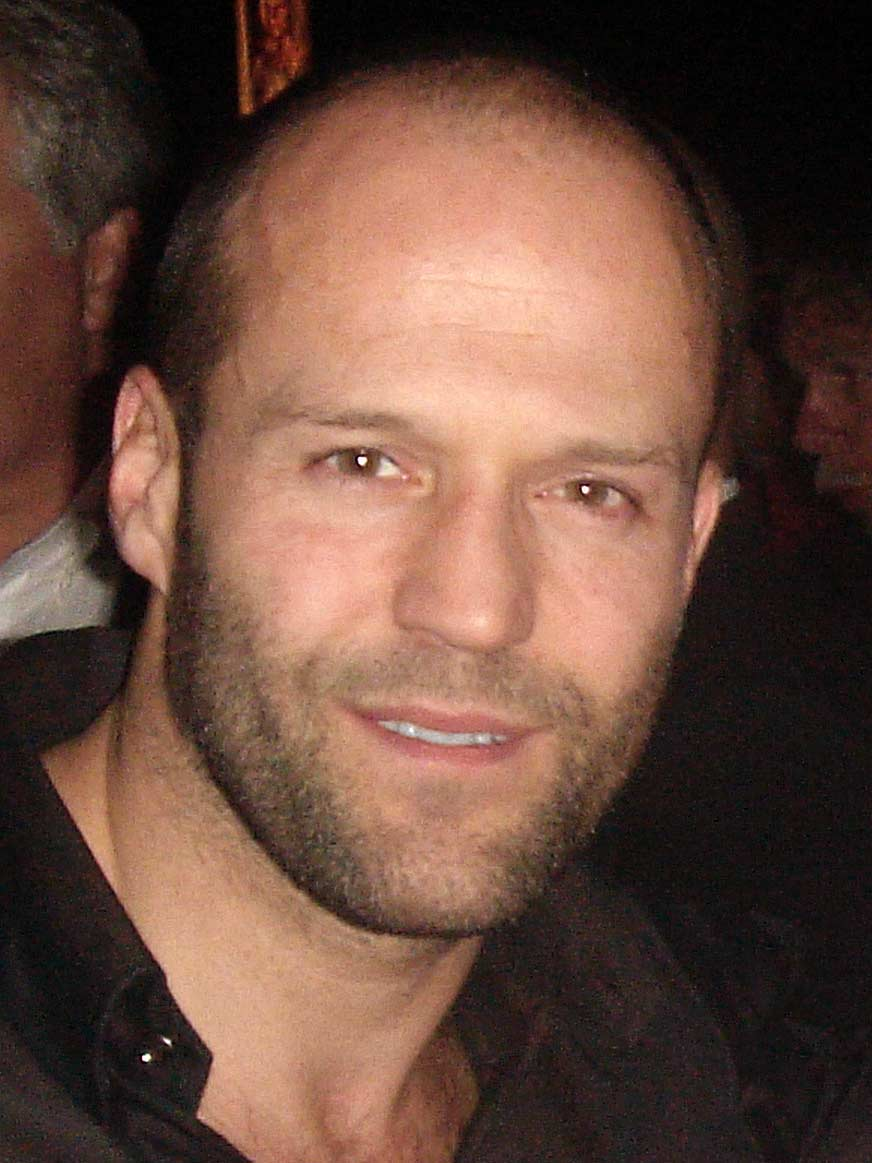
2007-ben

| Év   | Cím                         | Szerep                   | Megjegyzés |
| ---- | --------------------------- | ------------------------ | ---------- |
| 2002 | Red Faction II              | Shrike (hangja)          |            |
| 2003 | Call of Duty                | Waters őrmester (hangja) |            |
| 2015 | Sniper X with Jason Statham | csapatvezető             | mobiljáték |

### Videóklipek
| Év   | Előadó              | Cím                        | Szerep       |
| ---- | ------------------- | -------------------------- | ------------ |
| 1993 | The Shamen          | Comin’ On                  | háttértáncos |
| 1994 | Erasure             | Run to the Sun             | háttértáncos |
| 1995 | The Beautiful South | Dream a Little Dream of Me | mozilátogató |
| 2014 | Calvin Harris       | Summer                     | sofőr        |

## Fordítás
- Ez a szócikk részben vagy egészben  a   Jason Statham című angol Wikipédia-szócikk fordításán alapul.  Az eredeti cikk szerkesztőit annak laptörténete sorolja fel. Ez a jelzés csupán a megfogalmazás eredetét és a szerzői jogokat jelzi, nem szolgál a cikkben szereplő információk forrásmegjelöléseként.